# Conocoxa
Conocoxa – rodzaj błonkówek z rodziny Pergidae.

## Taksonomia
Rodzaj Conocoxa został opisany jako monotypowy przez Sieverta Rohwera w 1911 roku. W 1942 René Malaise opisał rodzaj Gayna (gat. typ. Conocoxa armatipes). Oba rodzaje zostały zsynonimizowane przez Davida Smitha w 1978 roku. Gatunkiem typowym jest Conocoxa chalicipoda.

## Zasięg występowania
Przedstawiciele tego rodzaju występują w Krainie Neotropikalnej od Meksyku na płn. po Argentynę i Chile na płd.

## Systematyka
Do  Conocoxa zaliczane są 2 gatunki:
- Conocoxa armatipes
- Conocoxa chalicipoda